# Betsy Brandt
Betsy Brandt (Bay City, 1973. március 14. –) amerikai színésznő.
Ő alakította Marie Schradert a Breaking Bad – Totál szívás című sorozatban (2008-2013) és annak Better Call Saul című spin-offjában (2022).  A Családom, darabokban (2015-2019) című CBS-s szitkomban Heather Hughest játszotta.

## Fiatalkora
1973. március 14-én született a michigani Bay Cityben. Német származású. A michigani Auburnben, a Bay City Western High Schoolban érettségizett 1991-ben. Már fiatalon érdeklődött a színészet iránt, de sok kortársával ellentétben őt inkább a színpadi musicalek rendezése érdekelte, mint a főszereplés. Miután megnyerte a főszerepet az Exit the Body című középiskolai előadásban, inkább a színészetre koncentrált.
1996-ban szerzett színészi diplomát az Illinois-i Urbana-Champaign-i Egyetemen. MFA tanulmányait a Harvard Egyetem Institute for Advanced Theater Training intézményében végezte, és külföldön tanult a glasgow-i Royal Scottish Academy of Music and Drama-ban. A diploma megszerzését követően Brandt a Washington állambeli Seattle-be költözött, ahol színházban dolgozott. Eközben több rövidfilmben is szerepelt, kezdve a Confidence című filmmel 1998-ban. Végül Los Angelesbe költözött.

## Magánélete
A szintén az UIUC-n végzett Grady Olsen felesége, két gyermekük született. Második gyermekének 2008-ban adott életet, miközben a Breaking Bad – Totál szívás második évadát forgatták. Brandt és családja Los Angelesben él.
2010. június 6-án, a Bay City Western High School ünnepélyes diplomaosztóján Brandtet 2010 kiváló öregdiákjaként tüntették ki és ő volt az esemény egyik kiemelt előadója is.

## Filmográfia

### Film
| Év   | Magyar cím             | Eredeti cím                         | Szerep         | Megjegyzések                |
| ---- | ---------------------- | ----------------------------------- | -------------- | --------------------------- |
| 1998 |                        | Confidence                          | Natasha        | rövidfilm                   |
| 2001 |                        | Memphis Bound...and Gagged          | A rendező      |                             |
| 2001 |                        | The Red Boot Diaries                | Rachel         | rövidfilm                   |
| 2004 |                        | Subhuman                            | Nikki Reynolds |                             |
| 2005 |                        | All Features Great and Small        | Jennifer       | rövidfilm                   |
| 2011 |                        | Jeremy Fink and the Meaning of Life | Madame Zaleski |                             |
| 2012 | Magic Mike             | Magic Mike                          | bankár         |                             |
| 2013 |                        | The Professor                       | A professzor   | rövidfilm                   |
| 2016 |                        | Between Us                          | Gigi           |                             |
| 2016 | A férjem nyomában      | Claire in Motion                    | Claire         |                             |
| 2018 |                        | We the Coyotes                      | Jeanine        |                             |
| 2019 |                        | Straight Up                         | Topanga        |                             |
| 2020 |                        | Run Sweetheart Run                  | Judy           |                             |
| 2022 | Filmcsillag a barátnőm | The Valet                           | Kathryn Royce  | magyar hangja Haumann Petra |

### Televízió
| Év        | Magyar cím                   | Eredeti cím                    | Szerep                 | Megjegyzések                                               |
| --------- | ---------------------------- | ------------------------------ | ---------------------- | ---------------------------------------------------------- |
| 2001      | Amynek ítélve                | Judging Amy                    | Elizabeth Granson      | 1 epizód                                                   |
| 2002      | JAG – Becsületbeli ügyek     | JAG                            | Leslie Rosenbaum       | 1 epizód                                                   |
| 2003      | Vészhelyzet                  | ER                             | Franny Myers           | 1 epizód                                                   |
| 2003      | Nyomtalanul                  | Without a Trace                | Libby Coulter          | 2 epizód                                                   |
| 2003      | Az őrangyal                  | The Guardian                   | Sofia Trokey           | 1 epizód                                                   |
| 2004      | NCIS                         | NCIS                           | PO Barbara Swain       | 1 epizód                                                   |
| 2004      | Ügyvédek                     | The Practice                   | Lynda Hobbs            | 1 epizód                                                   |
| 2004      | Vissza a múltba              | Back When We Were Grownups     | Nono                   | tévéfilm                                                   |
| 2005      | Rejtélyes vírusok nyomában   | Medical Investigation          | Karen Banks            | 1 epizód                                                   |
| 2006      | CSI: A helyszínelők          | CSI: Crime Scene Investigation | Dawn Hanson            | 1 epizód                                                   |
| 2006      | Magánügyek                   | Close to Home                  | Karen Randall          | 1 epizód                                                   |
| 2007      | Boston Legal – Jogi játszmák | Boston Legal                   | Gwen Richards          | 1 epizód                                                   |
| 2007      |                              | Side Order of Life             | Sara Rose              | 1 epizód                                                   |
| 2008–2013 | Breaking Bad – Totál szívás  | Breaking Bad                   | Marie Schrader         | - 51 epizód - magyar hangja: - Németh Borbála              |
| 2010      |                              | The Whole Truth                | Theresa Bendicta nővér | 1 epizód                                                   |
| 2010      |                              | Miami Medical                  | Dana                   | 1 epizód                                                   |
| 2011      |                              | No Ordinary Family             | Dr. Lena Hopkins       | 1 epizód                                                   |
| 2011–2012 | Doktor Addison               | Private Practice               | Joanna Gibbs           | 2 epizód                                                   |
| 2012–2015 | Vásott szülők                | Parenthood                     | Sandy                  | 7 epizód                                                   |
| 2012      | Peren kívül (Békét bíró)     | Fairly Legal                   | Natalie Roberts        | 1 epizód                                                   |
| 2013      | a hidegsebész                | Body of Proof                  | Susan Hart             | 1 epizód                                                   |
| 2013–2014 |                              | The Michael J. Fox Show        | Annie Henry            | 22 epizód                                                  |
| 2014      |                              | Masters of Sex                 | Barbara                | 7 epizód                                                   |
| 2014      |                              | Members Only                   | Leslie Holmes          | próbaepizód                                                |
| 2015      | Örömanyák                    | Mothers of the Bride           | Haley Snow             | tévéfilm                                                   |
| 2015–2019 | Családom, darabokban         | Life in Pieces                 | Heather Hughes         | - 79 epizód - magyar hangja: - Németh Borbála - Orosz Anna |
| 2016      | Amerikai fater               | American Dad!                  | Jocelyn nővér (hangja) | 1 epizód                                                   |
| 2017      |                              | FANatic                        | Tess Daniels           | tévéfilm                                                   |
| 2017      |                              | Flint                          | LeeAnne Walters        | tévéfilm                                                   |
| 2019      |                              | Pearson                        | Stephanie Novak        | 6 epizód                                                   |
| 2019–2021 | Unikornis                    | The Unicorn                    | Caroline               | 5 epizód                                                   |
| 2020      |                              | Soulmates                      | Caitlen                | 1 epizód                                                   |
| 2020      |                              | A Million Little Things        | Colleen                | 1 epizód                                                   |
| 2021–2022 | Szeretettel: Victor          | Love, Victor                   | Dawn Westen            | 6 epizód                                                   |
| 2022      | Better Call Saul             | Better Call Saul               | Marie Schrader         | - 1 epizód - magyar hangja: - Németh Borbála               |

## Díjak és jelölések
| Év   | Díj                               | Kategória                            | Jelölt mű                   | Eredmény |
| ---- | --------------------------------- | ------------------------------------ | --------------------------- | -------- |
| 2011 | Screen Actors Guild-díj           | Legjobb szereplőgárda (drámasorozat) | Breaking Bad – Totál szívás | Jelölve  |
| 2012 | Screen Actors Guild-díj           | Legjobb szereplőgárda (drámasorozat) | Breaking Bad – Totál szívás | Jelölve  |
| 2013 | Screen Actors Guild-díj           | Legjobb szereplőgárda (drámasorozat) | Breaking Bad – Totál szívás | Elnyerte |
| 2021 | Critics' Choice Television Awards | Legjobb női mellékszereplő           | Soulmates                   | Jelölve  |

## Fordítás
- Ez a szócikk részben vagy egészben  a   Betsy Brandt című angol Wikipédia-szócikk fordításán alapul.  Az eredeti cikk szerkesztőit annak laptörténete sorolja fel. Ez a jelzés csupán a megfogalmazás eredetét és a szerzői jogokat jelzi, nem szolgál a cikkben szereplő információk forrásmegjelöléseként.